# Dollond & Aitchison
Koordinaten: 52° 29′ 52,5″ N, 1° 52′ 49,2″ W

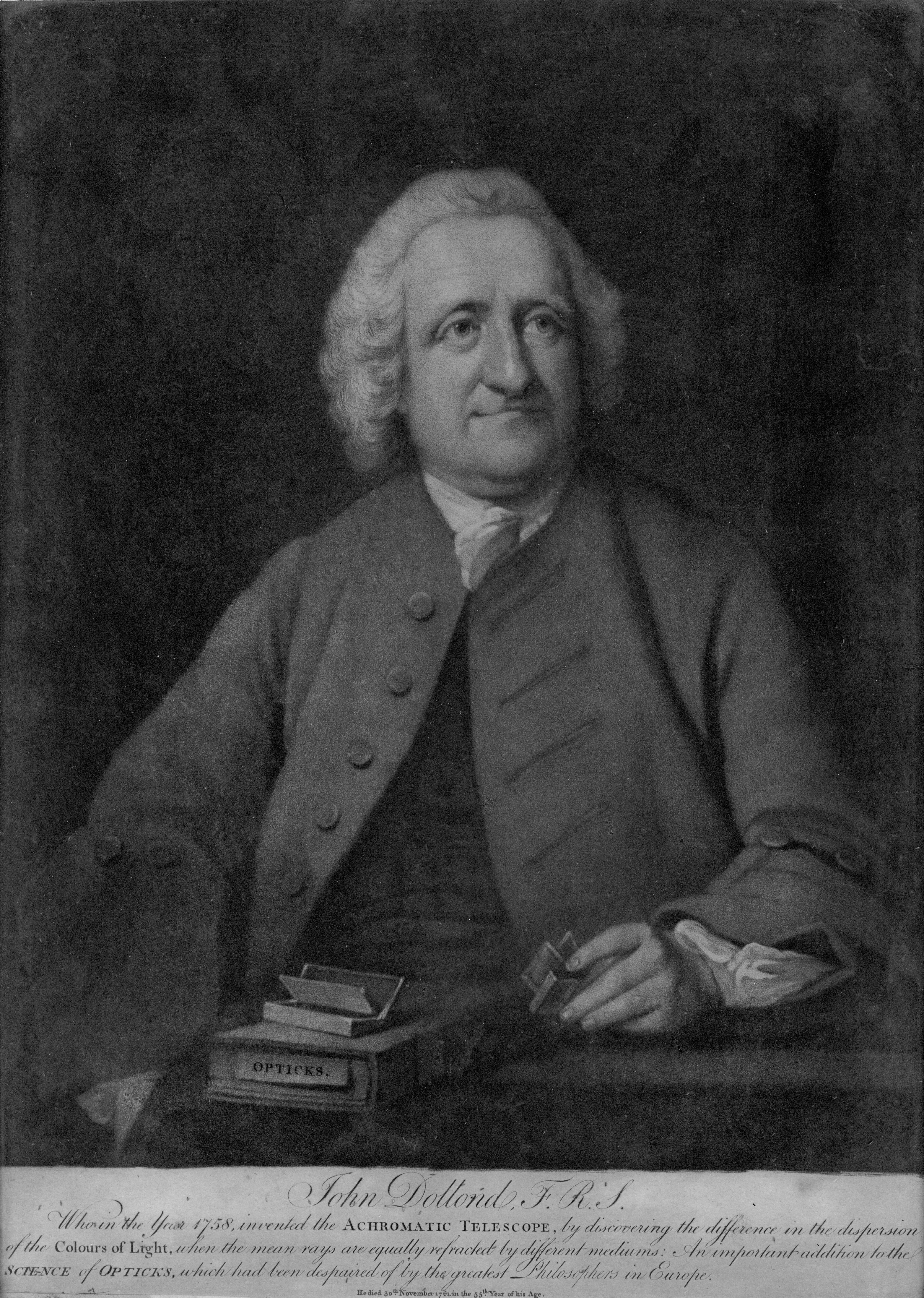
John Dollond

James Aitchison

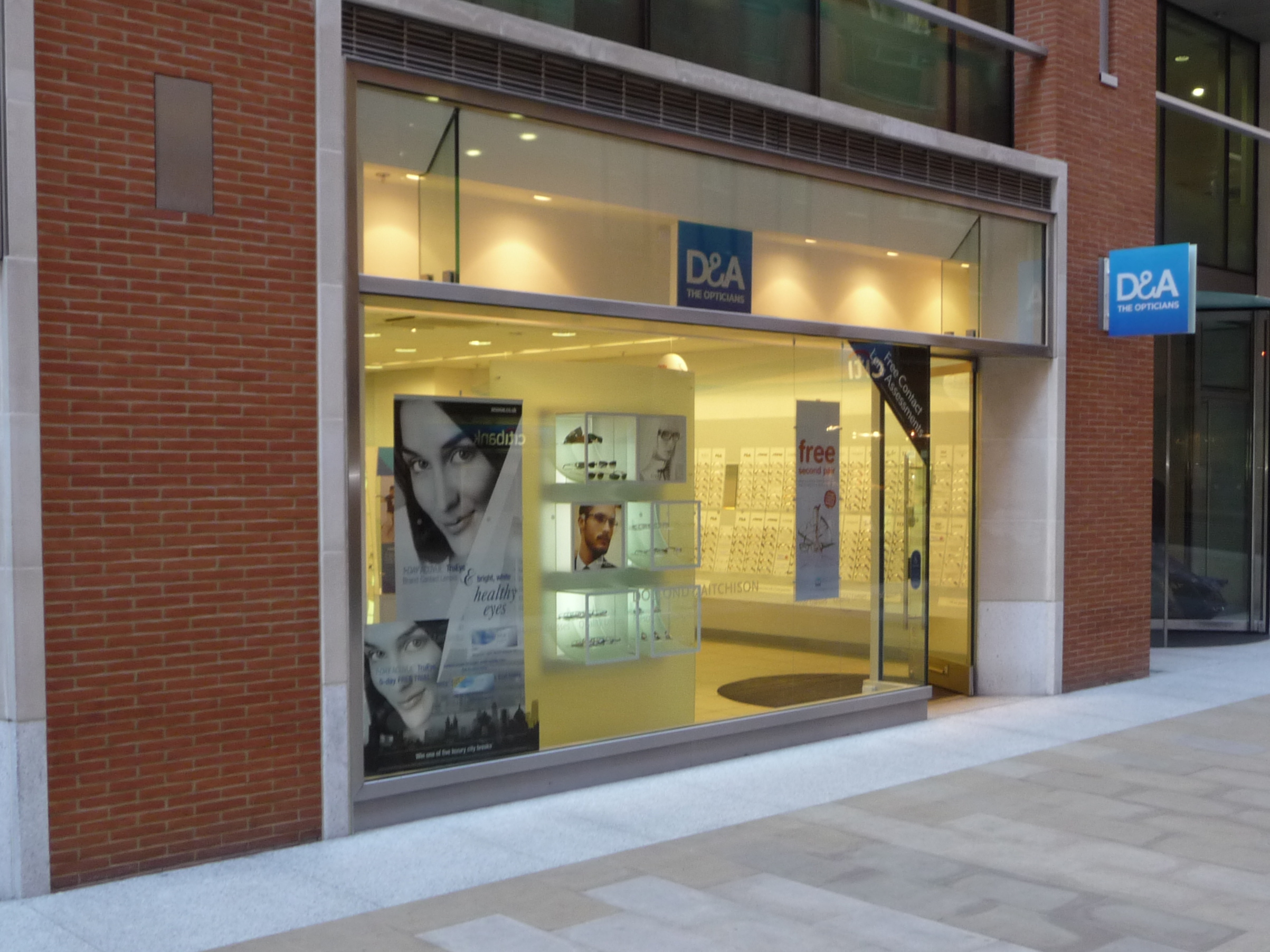
Geschäft von Dollond & Aitchison in London (2009)

Dollond & Aitchison ist eines der ältesten englischen Unternehmen mit Schwerpunkt Augenoptik für Verbraucher. Die Zentrale befindet sich in Aston Cross Business Park, 50 Rocky Lane, Aston in Birmingham.

## Geschichte
Am 21. April 1750 eröffnete Peter Dollond einen kleinen Optikerladen an der Vine Street, in der Nähe von Hatton Garden in London. 1768 wurde John Dollond (1706–1761) zum Optiker von König Georg III. und des Herzogs von York ernannt.
1851 beteiligte sich Dollond an der Great Exhibition und wurde für die Qualität seiner optischen Instrumente mit einer Medaille ausgezeichnet. 1889 eröffnete James Aitchinson (1860–1911) sein erstes Geschäft in der Fleet Street.
1927 fusionierten Aitchison & Co. und Dollond & Co. zu Dollond & Aitchison.
1969 wurde der Sitz nach Birmingham umverlegt. Von 1970 bis 1982 gab es eine Reihe von Hinzuerwerbungen in Großbritannien, Italien und Spanien.
Auf der Produktebene führte Dollond & Aitchison 1996 die D & A's Styleyes Computereyes und Service ein, 1997 ging das Unternehmen online. 1998 wurde die Postzustellung von Kontaktlinsen eingeführt.
1999 kaufte D & A den italienischen Rahmenhersteller De Rigo. 2000 wurde ein neues Geschäft an der Hagley Road geöffnet. 2001 wurde das Unternehmen umstrukturiert. 
Dollond & Aitchison wurde mit Boots Optiker im Mai 2009 fusioniert, wird jedoch weiterhin als Handelsname von Boots Optiker Gruppe geführt. 
Das neue Unternehmen wird gemeinsam mit De Rigo und Alliance Boots insgesamt rund 690 Filialen in ganz Großbritannien haben und beschäftigte 2009 direkt mehr als 5.000 Mitarbeiter. 
D & A ist ein Mitglied von Nektar, dem größten Kundenbindungsprogramm in Großbritannien, seit 2005.